# 제5항공군 (일본군)
제5항공군(第五航空軍 다이고코구군[*])은 일본 제국 육군 항공대의 군이다. 통칭호는 매(일본어: 隼 하야부사[*])병단, 군대 부호는 5FA.

## 역사
1944년 2월 10일, 군령육갑 제8호(軍令陸甲第八号)에 따라 제3비행사단사령부를 제5항공군사령부으로 재편성하고, 15일에 대륙명 제745호(大陸命第九四五号)에 의해, 제3비행사단에서 제5항공군으로 전투 서열을 교체하고, 지나 파견군에 전속하였다. 제5항공군은 1호 작전인 대륙타통작전을 위한 훈련과 준비를 했지만,중국 서남부의 중국-버마-인도 전구군의 미국 육군 항공대에 대한 진공은 하지 못했고, 소수의 가와사키 항공기의 99식 쌍발경량폭격기로 야간공격에 주력하였다
제5항공군의 작전 계획은 화중과 화난이 우기를 맞이하는 5월까지 구이린 외의 동부 지구에 있는 적의 공군을 격멸하고 주력부대인 제11군 작전에 협력하여 한커우 작전인 토호 작전 지원 및 양자강 병참보급선, 시설을 확보하면서 일본 본토 공습를 경계하며 막기 위해서였다.
1944년 3월에는, 주로 양자강을 지나는 함단 호위와 기지 방공, 국민혁명군 공군의 전진기지를 공격하였다. 4월, 대륙타통작전의 1호 작전이 시작되고, 제5항공군은 지상부대의 국민혁명군 제1전구에 대한 공격을 지원하였다. 6월 2일에 1호 작전의 서막인 토호 작전이 5월 27일에 개시되자, 제2비행단을 남지나 광둥지방로 보냈다. 북지나 방면은 우한지구에서 국민혁명군의 기지가 있는 시안, 한중, 안캉에 대한 공격을 지원하였다.
1945년 5월 8일, 항공총군으로 전속하고 6월 상순에 한반도로 옮겨가 결호 작전을 준비하였다. 8월 9일, 소련-일본 전쟁에 따라 만주를 거쳐, 한반도로 내려오는 소련의 붉은 군대를 맞이하여 방어 준비를 하다 종전을 맞이하였다.

## 조직

### 지휘부
사령부
1. 중장 시모야마 다쿠마; 1944년 2월 14일 ~ 종전

참모장
1. 소장 하시모토 히데노부; 1944년 2월 14일
2. 소장 나카니시 요스케; 1944년 10월 2일 ~ 1945년 8월 23일

### 편성
종전 시
- 제1비행단: 대좌 하라다 기요시
  - 비행 제22전대
  - 비행 제25전대
  - 비행 제85전대
- 제2비행단: 대좌 마쓰모토 리쿄
  - 비행 제6전대
  - 비행 제9전대
- 제8비행단: 대좌 히로나카 손로쿠
  - 비행 제16전대
  - 비행 제44전대
  - 비행 제82전대
- 독립 제105교육비행단
- 제5항공지구사령부
- 제16항공지구사령부
- 제26항공지구사령부
- 제44항공지구사령부
- 제50항공지구사령부
- 제54항공지구사령부
- 제5항공통신사령부
  - 제15항공통신연대
  - 제24항공통신연대
- 제4기상연대
- 제26야전항공수리창
- 제15야전항공보급창

## 참고

### 인용
1. ↑  Boeisyo 1969, 59쪽.
2. ↑  Boeisyo 1969, 60쪽.
3. ↑  Boeisyo 1969, 63쪽.
4. ↑  Boeisyo 1969, 528쪽.
5. ↑  Boeisyo 1969, 527쪽.
6. ↑  Boeisyo 1969, 611쪽.

### 자료
- 秦郁彦 (2005년 8월 1일). 《日本陸海軍総合事典》 (일본어) 2판. 도쿄 대학 출판회. ISBN 4130301357.
- 外山操 (1987).  森松俊夫, 편집. 《帝国陸軍編制総覧》 (일본어). 芙蓉書房.
- 木俣滋郎 (1987). 《陸軍航空隊全史》. 航空戦史シリーズ (일본어) 90. 朝日ソノラマ.
- 《太平洋戦争師団戦史》. 別冊歴史読本 戦記シリーズ (일본어) 32. 新人物往来社. 1996.
- 防衛研修所戦史室 (1976). 《陸軍航空の軍備と運用（3）大東亜戦争終戦まで》. 戦史叢書 (일본어). 朝雲新聞社.
- 防衛研修所戦史室; 長尾正夫 (1969). 《一号作戦: 河南の会戦》. 戦史叢書 (일본어) 4. 朝雲新聞社.